# Plebejus obsoleta
Plebejus obsoleta är en fjärilsart som beskrevs av Frowhawk 1938. Plebejus obsoleta ingår i släktet Plebejus och familjen juvelvingar. Inga underarter finns listade i Catalogue of Life.